# Соглядатай
«Соглядатай» (англ. «The Eye») — повесть Владимира Набокова. Начатая в декабре 1929 года, закончена в феврале 1930 года; впервые опубликована в 1930 году в эмигрантском журнале «Современные записки». Именно в «Соглядатае», как позже утверждала писательница Нина Берберова, Набоков созрел как прозаик, «и с этой поры для него открылся путь одного из крупнейших писателей нашего времени».

## Сюжет
В «Соглядатай» Набоков впервые обращается к фигуре «ненадёжного рассказчика». Здесь эта роль возложена на русского беженца, полунищего, одинокого, болезненно-самолюбивого неудачника, зарабатывающего на жизнь репетиторством. В первой главе безымянный герой-повествователь, в присутствии своих учеников избитый и опозоренный Кашмариным, ревнивым мужем своей любовницы, в припадке отчаяния стреляется, пытаясь свести счёты с опостылевшей жизнью. По счастливой случайности он только ранит себя и попадает в больницу. Тем не менее пережитый стресс приводит его к своего рода эмоциональной и духовной смерти: вопреки житейской логике развития событий он настаивает на собственной физической гибели, а реалии окружающего мира объявляет плодом своего воображения: «Я полагал, что посмертный разбег моей мысли скоро выдохнется, но, по-видимому, моё воображение при жизни было так мощно, так пружинисто, что теперь хватало его надолго. Оно продолжало разрабатывать тему выздоровления и довольно скоро выписало меня из больницы». После «самоубийства» он, тем не менее, пытается начать новую жизнь, обзаводится новыми знакомствами и становится вхож в семейство Хрущовых, соседей по дому. Особое внимание повествователя привлекает красавица Варвара (свояченица Хрущова, от родных получившая прозвище «Ваня») и один из гостей семейства, молодой человек по фамилии Смуров, явно неравнодушный к Ване. Пытаясь понять «сущность» Смурова посредством его «отражений» в восприятии знакомых, повествователь с завидным упорством собирает различные сведения и мнения о нём (при этом не брезгуя ни воровством писем, ни проникновением в чужую квартиру) и, в конце концов, убеждается, что у каждого из опрошенных — своё видение Смурова, которое не соответствует другим образам и представлениям. «По ходу действия противоречащие друг другу версии Смурова множатся и множатся, а герой-повествователь (равно как и читатель, воспринимающий все события с его точки зрения) так и не может составить хоть сколько-нибудь цельный образ. И лишь постепенно, по некоторым косвенным уликам, разбросанным то тут, то там хитроумным автором, внимательный читатель начинает догадываться, что Смуров и охотящийся за ним „холодный, настойчивый, неутомимый наблюдатель“ — одно и то же лицо». Эти догадки подтверждаются в финале, когда после неудачного объяснения с Ваней герой-повествователь встречается с Кашмариным, и тот обращается к нему, называя Смуровым.

## Художественное своеобразие
В предисловии к английскому переводу «Соглядатая» Набоков признавал, что «по своей фактуре повесть напоминает уголовный роман», но при этом отрицал «всякое намерение разыгрывать читателя, дурачить его, морочить и вообще вводить в заблуждение». Несмотря на то что в повести отсутствуют важнейшие составляющие детективной формулы — преступление, противоборство преступника и сыщика — её сюжет отчасти напоминает детектив, поскольку налицо «жанрообразующая формула детектива — расследование, — пусть и перенесённая из уголовно-криминальной сферы в… метафизическую плоскость». Поиск и разоблачение преступника многоопытным сыщиком заменён здесь не менее увлекательным и интригующим поиском идентичности человеческого «я». Здесь не сыщик соревнуется с преступником, а автор ведёт с читателем изощрённую игру, оставляя до самого финала открытым вопрос о статусе героя-повествователя и правдивости его рассказа. Лишь при очень внимательном чтении и перечитывании бросаются в глаза противоречия, проговорки и неувязки в рассказе набоковского «соглядатая», позволяющие прийти к логически выстроенному выводу относительно тождества Смурова и героя-повествователя. По мнению набоковеда Б. Бойда, «представив Смурова незнакомцем, повествователь обретает… возможность убежать от самого себя, найти для своего существа более приемлемую личину. Претендуя на абсолютную объективность, он пытается окутать Смурова дымкой бравады, соблазнительной загадочности, но его выдаёт стиль».
Виртуозная путаница с субъектом и объектом авторского рассказа органично увязана с основным смысловым ядром произведения — «проблемой самоидентификации человеческой личности, её многогранности, неравенства себе самой и, тем более, стереотипам, складывающимся в сознании других людей». Помимо ключевых для набоковского творчества тем — граничащий с одержимостью эскапизм, творческое преображение пошлой повседневности фантазией, — в повести явственно звучит тема «униженного и оскорблённого» маленького человека, что вписывает её в гуманистическую традицию русской литературы XIX века.

## Критики о повести
Журнальная публикация повести вызвала разноречивые отклики в эмигрантской прессе. Парижские издания в целом встретили её неприязненно. Г. Адамович, безапелляционно заявил о том, что она похожа на «фокус, не совсем удавшийся и потому вызывающий досаду вместо удивления». К. Зайцев, хоть и отметил «изобретательный выпуклый язык, тончайший психологизм, мастерский рассказ, разительную, иногда просто потрясающую чёткость описаний, как лиц, так и вещей», в то же время обвинял автора, явно не отделяя его от героя-повествователя, в беспросветном пессимизме и даже в онтологической клевете на человечество. Более благосклонно повесть была встречена берлинской русскоязычной критикой. С. Яблоновский проницательно указал на то, что она написана «в духе Достоевского» и ёмко сформулировал одну из её главных тем: «Трагедия маленького человека, которому невозможно помириться с тем, что он маленький». С. Савельев (Савелий Шерман) сравнивал Смурова с подпольным философом-парадоксалистом, героем-повествователем «Записок из подполья».
Англоязычная версия повести (The Eye, 1965), написанная автором совместно с сыном, Д. В. Набоковым, впервые появилась на страницах журнала «Playboy», а затем вышла в нью-йоркском издательстве «Федра». Книга не вызвала большого интереса у американских критиков, воспринявших её как «изысканный и немного затянутый анекдот».

## Персонажи
- Смуров — (он же — герой-повествователь), бедный русский эмигрант, чувствительный и мечтательный молодой человек, стремящийся уйти от серой повседневности в вымышленный мир, где он обретёт счастье взаимной любви и всеобщее признание.
- Ваня (Варвара) — невеста инженера Мухина и предмет пылкой влюблённости Смурова.
- Евгения Евгеньевна — старшая сестра Вани, рассудительная и доброжелательная молодая дама «с милым бульдожьим лицом».
- Филипп Иннокентьевич Хрущов — муж Евгении Евгеньевны, коммерсант.
- Мухин — инженер, жених Вари.
- Роман Богданович — знакомый Хрущовых; зануда, педант и графоман; автор эпистолярного дневника, фрагменты которого «еженедельно, со стародевичьей аккуратностью» посылает приятелю — в надежде когда-нибудь издать.
- Дядя Паша — дядя Вани и Евгении Евгеньевны; выживший из ума старик — «говорливый труп в синем костюме, с перхотью на плечах, очень бровастый, с бритым подбородком и с замечательными кустами в ноздрях».
- Марианна Николаевна — родственница Хрущовых, «культурная женщина-врач».
- Викентий Львович Вайншток — владелец книжной лавки, спирит и конспиролог.
- Матильда — любовница Смурова, «разбитная, полная, волоокая дама с большим ртом».
- Кашмарин — ревнивый и вспыльчивый муж Матильды, удачливый коммерсант.
- «Гильда или Гретхен» — ещё одна любовница Смурова, смазливая и вороватая горничная Хрущовых[комм. 1].

## Комментарии
1. ↑  Характеристики персонажам даны в самой повести